# Eduard Halimi
Eduard Halimi (ur. 8 grudnia 1972 w Korczy) – albański polityk i prawnik, minister sprawiedliwości w latach 2011–2013.

## Życiorys
W 1995 roku ukończył studia licencjackie w zakresie prawa na Uniwersytecie Tirańskim. W 1997 roku ukończył szkołę policyjną. W 2000 uzyskał stopień magistra.
Do 2005 roku pracował jako prawnik. W 2002 rozpoczął również pracę jako ekspert jednego z zespołów parlamentarnych. W październiku 2005 roku objął stanowisko wiceministra sprawiedliwości, które zajmował do 2008, kiedy zaczął pełnić funkcję Adwokata Ludu, broniącego praw i wolności jednostki przed niewłaściwymi działaniami organów administracji publicznej. W 2007 wszedł również w skład rady miejskiej Tirany.
W wyniku wyborów w 2009 roku został deputowanym do Zgromadzenia Albanii z ramienia Demokratycznej Partii Albanii. W latach 2009–2011 był sekretarzem parlamentarnej komisji spraw prawnych.
21 lipca 2011 roku zastąpił Bujara Nishaniego na stanowisku ministra sprawiedliwości w rządzie premiera Saliego Berishy. Pełnił tę funkcję do rozwiązania gabinetu 15 września 2013 roku.